# Kingsford (Michigan)
Kingsford – miasto w Stanach Zjednoczonych, w stanie Michigan, w hrabstwie Dickinson.